# Барон Мартин
Барон Мартин (англ. Baron Martin) — английский аристократический титул, существовавший в 1295—1326 годах. Уильям Мартин, крупный землевладелец из Девона и Сомерсета, 23 июня 1295 года был вызван королём Эдуардом I в парламент, и это событие считается креацией титула. После смерти 1-го барона ему наследовал единственный сын, тоже Уильям. Последний умер в 1326 году бездетным, и титул перешёл в состояние неопределённости. Земли Мартинов к 1348 году перешли в руки Одли, потомков дочери Уильяма-старшего Джоан.

## Носители титула
- Уильям Мартин, 1-й барон Мартин (1295—1324)[4];
- Уильям Мартин, 2-й барон Мартин (1324—1326)[2].